# جيه جيه فيلد
جيه جيه فيلد (مواليد 1978) هو ممثل أمريكي - بريطاني، شارك في عدة أعمال فنية أبرزها تحول: جواسيس واشنطن، كابتن أمريكا: المنتقم الأول والبروفيسور مارستون والمرأة العجيبة.

## روابط خارجية
- جيه جيه فيلد على موقع IMDb (الإنجليزية)
- جيه جيه فيلد على موقع ألو سيني (الفرنسية)
- جيه جيه فيلد على موقع أول موفي (الإنجليزية)
- جيه جيه فيلد على موقع قاعدة بيانات الفيلم (الإنجليزية)
- جيه جيه فيلد على موقع كينوبويسك (الروسية)